# تبعید (فیلم ۱۹۴۷)
تبعید (انگلیسی: The Exile) فیلمی در ژانر رمانتیک است که در سال ۱۹۴۷ منتشر شد.

## بازیگران
- بن رایت
- چارلز استیونس
- هنری دانیل
- ماریا مونتز
- نایجل بروس
- توربن مایر
- اِلینور وَندِرویر
- جک کرتیس
- ویل استنتون
- گریس همپتون